# Jireček Point
Der Jireček Point (englisch; bulgarisch нос Иречек nos Iretschek) ist eine Landspitze an der Nordostküste von Smith Island im Archipel der Südlichen Shetlandinseln. Sie liegt 1,1 km südsüdöstlich des Markeli Point und 2,35 km nordnordöstlich des Villagra Point auf der Südseite der Einfahrt zur Cabut Cove und auf der Nordostseite der Einfahrt zur Bourchier Cove.
Bulgarische Wissenschaftler kartierten sie 2009. Die bulgarische Kommission für Antarktische Geographische Namen benannte sie 2010 nach der Ortschaft Iretschek im Nordosten und der Ortschaft Iretschekowo im Südosten Bulgariens in Verbindung mit dem österreichischen Balkanologen Konstantin Jireček (1854–1918).